# Karla (personnage)
Pour les articles homonymes, voir Karla.
Karla est un personnage de fiction créé par John le Carré qui apparaît dans les trois tomes de sa trilogie d'espionnage : La Taupe, Comme un collégien et Les Gens de Smiley. On fait aussi brièvement allusion à lui dans Le Voyageur secret.

## Biographie
Karla est un agent soviétique au passé mystérieux. L'auteur ne dévoile jamais que son nom de code, qui était aussi celui de son premier réseau. Il est présenté comme un homme extrêmement dangereux et dévoué de manière quasi fanatique à la cause de l'URSS. Les réseaux qu'il a érigés à travers le monde font de lui un ennemi privilégié du Cirque (nom familier des services secrets britanniques dans les romans de Le Carré) et plus particulièrement de George Smiley dont il est décrit comme l'adversaire (Saul Enderby, chef du service compare leur lutte à celle de Sherlock Holmes et Moriarty dans Les Gens de Smiley) et comme un double en fin de compte pas si éloigné de lui-même. Les descriptions que donnent de lui ceux qui l'ont rencontré le comparent à un prêtre à l'allure ascétique. Il est aussi un fumeur invétéré particulièrement friand de cigarettes américaines Camel. 
La biographie de Karla est très mince et repose surtout sur les quelques informations que George Smiley prodigue à son assistant, Peter Guillam, lors d'un dîner dans La Taupe. D'après les rumeurs que Smiley a collectées à travers les années, Karla serait né d'un père officier obligé de suivre deux régimes différents. Enfant, il a été marmiton sur un train durant la Guerre russo-japonaise puis a été entraîné à l'espionnage par un agent soviétique connu sous le nom de Berg. Sa carrière commence vraiment avec la Guerre civile espagnole lorsqu'il a mené à bien une mission particulièrement délicate, se faisant passer pour un journaliste anti-communiste afin d'intégrer l'Espagne de Franco où il a recruté des agents allemands : c'est de cette mission qu'il a pris son nom de code. Durant l'invasion de la Russie par l'Allemagne, il a découvert que son opérateur radio était un agent-double et lui a prodigué de faux renseignements qui ont plongé l'armée allemande dans la confusion. Il a aussi beaucoup voyagé à travers le monde, recrutant des taupes d'origines diverses comme Bill Haydon, agent anglais clé du Cirque (La Taupe) et Nelson Ko, frère d'un milliardaire chinois (Comme un collégien). Karla est cependant en 1948 une des victimes des purges de Staline et envoyé en prison en Sibérie ce qui a entraîné sa femme, une étudiante de Leningrad, au suicide. L'agent réintègre cependant les services secrets soviétiques et après l'échec d'une mission en Californie est interné à Delhi où il croise la route de l'agent anglais George Smiley qui ne le connaissait que comme un espion nommé Gertsmann et était chargé de le convaincre de passer à l'Ouest. Mais Karla ne se laisse pas fléchir et ne prononce pas un mot de leur entrevue. Smiley lui ayant prêté son briquet, un cadeau de son épouse Ann, Karla ne le lui rend pas et le gardera durant toutes les années de leur lutte. Contrairement à ce que pensaient Smiley et le Cirque, Karla n'est pas exécuté à son retour en URSS et il bénéficie même d'une promotion au sein des services secrets. Avec les années, Karla réussit à créer son propre service indépendant, le treizième directoire au sein du centre Moscou, nom de code pour les services secrets soviétiques.
Afin de protéger sa taupe du Cirque, Karla a fait assassiner dans La Taupe, la jeune Irina, subordonnée qui l'avait trahi, le mari de celle-ci, Boris, et il fait torturer Jim Prideaux, l'agent anglais envoyé par Control, le chef du Cirque qui commençait à avoir des soupçons sur ses collègues. Smiley parviendra néanmoins à démasquer la taupe. Dans Comme un collégien, une situation similaire se présente comme son allié Nelson Ko est découvert et capturé par le Cirque avec le soutien de la CIA. Karla reste pourtant un ennemi majeur et influent pour le Cirque même si dans La Taupe, Smiley avait prédit sa chute : « Karla n'est pas à l'épreuve du feu parce que c'est un fanatique. Et un jour, si j'ai mon mot à dire, ce manque de modération causera sa chute », conclut Smiley.
C'est dans Les gens de Smiley qu'intervient sa défaite, ironiquement non à cause de son fanatisme mais de son dévouement pour sa fille. En effet cette dernière, Tatiana, souffre de schizophrénie à un stade avancé depuis que Karla a fait exécuter sa mère qui menaçait de le trahir. L'URSS ne proposant pas de traitement adapté pour la jeune femme, il l'a fait passer clandestinement en Suisse sous une fausse identité, a détourné des fonds de l'État pour lui payer une clinique et a aussi fait assassiner ceux qui menaçaient de découvrir son secret, comme le général estonien Vladimir et son comparse est-allemand, Otto Leipzig. En remontant à un fonctionnaire soviétique chargé de rendre visite à Tatiana, Grigoriev, Smiley réussit à prendre connaissance de toute l'histoire. Il écrit à Karla, lui proposant une nouvelle fois de passer à l'Ouest, s'il ne veut pas que son gouvernement soit mis au courant de ses activités. Karla accepte et traverse clandestinement la frontière à Berlin où il retrouve des gens du Cirque où figure Smiley. Les deux adversaires n'échangent pas un mot et Karla rend son briquet à Smiley qui ne le ramasse pas. La victoire revient donc à George Smiley qui semble pourtant loin d'en être convaincu : il a fait plier Karla avec des méthodes qui le révulsent et ne lui ressemblent pas, tandis que son ennemi a péché par humanité. Les deux hommes vieillis qui se rencontrent à Berlin sont donc devenus étrangement similaires : « Nous avons chacun franchi la frontière de l'autre, nous sommes les fantômes de ce no man's land »
Karla n'apparaît pas en dehors de la trilogie de Le Carré mais Smiley fait vraisemblablement référence à lui dans un roman postérieur, Le Voyageur secret, où lors d'une conférence à Saratt il évoque la question des interrogatoires.
Karla est incarné à l'écran par Patrick Stewart dans les adaptations télévisées de La Taupe et Les gens de Smiley par la BBC. Il n'y prononce pas un mot.